# 莫里斯·拉威爾
約瑟夫·莫里斯·拉威爾（法語：Joseph Maurice Ravel，1875年3月7日—1937年12月28日），法國作曲家、鋼琴家与指挥家。1875年出生于法国南部靠近西班牙的山区小城錫布爾，为巴斯克人。1937年在巴黎逝世时，已经是法国樂壇中与克勞德·德彪西齐名的印象乐派作曲家。
他的音樂以纖細、豐富的情感和尖銳著稱，同時也被認為是二十世紀的主要作曲家之一。他的鋼琴樂曲、室內樂以及管絃樂在音樂史上不容忽視。鋼琴曲諸如《鏡》（Miroirs）和《夜之幽灵》是經典的作品；管絃樂例如《達夫尼與克羅伊》，還有为穆索尔斯基的钢琴组曲《展覽會之畫》做的管弦乐编曲出色地展示了他以音樂表現光影色彩的技巧。對於大眾而言，最熟悉的應是他的《波麗露》。

## 职业生涯

### 早年
拉威尔出生在法国比亚里茨小镇锡布尔北巴斯克，那里距西班牙边境18公里。他的父亲皮埃尔-约瑟夫·拉威尔是一位博学而成功的工程师、发明家和制造商，他有一些很成功的发明。他的母亲玛丽（Marie，1840-1917）是在马德里长大的巴斯克人。
拉威尔的父母都是罗马天主教徒；玛丽也是一个思想自由的人，这项特质被莫里斯·拉威尔继承。莫里斯出生三个月后，他全家搬到了巴黎，他的弟弟爱德华（Edward，1878-1960）在那里出生，爱德华后来追随父亲成为了一名工程师。莫里斯与其母亲尤为亲密；她的巴斯克-西班牙血统对他的生活和音乐产生了强烈的影响。在他最早的记忆中便有母亲给他唱民歌。他们虽算不上家境殷实，但也生活安逸，两个孩子都有幸福的童年。
莫里斯·拉威尔的父亲很喜欢带他儿子们去看工厂最新的机械装置，但他也对音乐和文化有着浓厚的兴趣。后来拉威尔回忆说：“在我整个童年时期，我对音乐很敏感。我的父亲受到的音乐教育比大多数业余爱好者要好得多，他知道如何在我很小的时候就培养我的品味并激发我的热情。”没有记录表明拉威尔早年接受过正规的普通教育；他的传记作者罗杰·尼科尔斯认为他所受的教育多半来自他的父亲。
七岁时，拉威尔开始跟随埃马纽埃尔·夏布里埃的朋友亨利·吉斯学习钢琴。五年后（1887年），他开始随莱奥·德利布的学生查尔斯-勒内（Charles-René）学习和声、对位和作曲。他虽算不上神童，但也很有音乐才华。查尔斯-勒内发现拉威尔有天生的对音乐的感知，“而不是像其他许多人那样，是努力的结果”。已知的拉威尔最早的作品可追溯到这段时期：舒曼合唱变奏曲，格里格主题变奏曲，以及一首钢琴奏鸣曲的单个乐章。它们现在仅存零散的片段。
1888年，拉威尔结识了年轻的钢琴家里卡多·维涅斯，他不仅成为拉威尔的终生朋友，而且成为他作品最重要的诠释者之一，也是拉威尔与西班牙音乐之间的重要纽带。两人共同欣赏瓦格纳、俄罗斯音乐，以及爱伦·坡、波德莱尔和马拉梅的作品。在1889年的巴黎世界博览会上，拉威尔被里姆斯基-科萨科夫指挥的俄罗斯新作品深深震撼。这种音乐对拉威尔和他同时代的克劳德·德彪西产生了持久的影响。
埃米尔·德科姆于1889年接任成为拉威尔的钢琴老师。同年14岁时，拉威尔在埃拉尔厅与德科姆的其他学生（包括雷纳尔多·哈恩和阿尔弗雷德·科尔托）举办音乐会，进行了他的首次公开演出。

### 巴黎音乐学院
在父母的鼓励下，拉威尔申请了法国最重要的音乐学院——巴黎音乐学院。1889年11月，他演奏了肖邦的作品，通过了由欧仁·安蒂奥姆主持的预科钢琴班的入学考试。 1891年，拉威尔在音乐学院的钢琴比赛中获得了一等奖，但除此之外，他并没有作为一名学生脱颖而出。 然而，这些年是他在作曲方面取得显著进步的时期。音乐学家阿尔比·奥伦斯坦写道，对拉威尔来说，1890年代是“从青春期到成熟的巨大成长时期”。

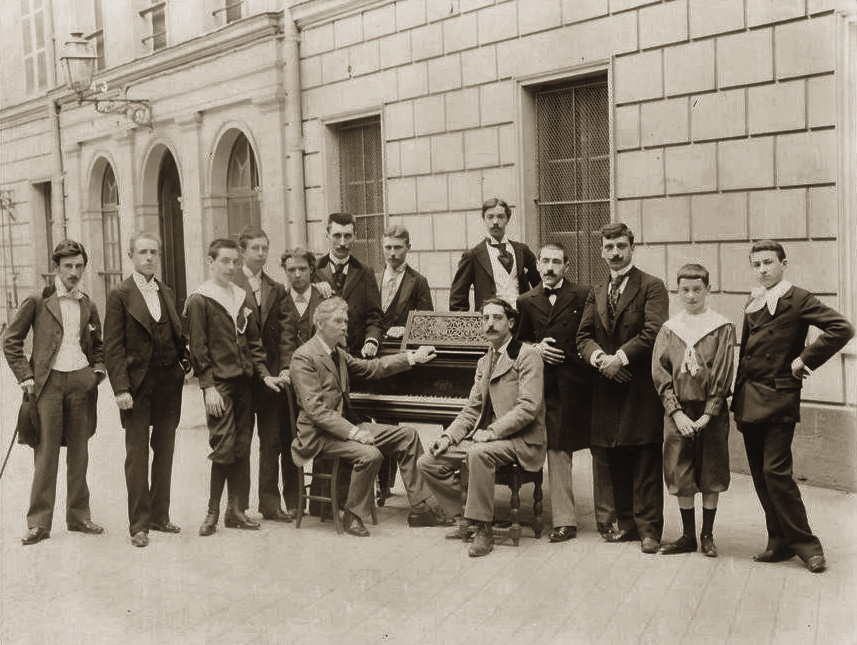
1895年夏尔-威尔弗里德·德·贝里奥的钢琴班，拉威尔在左侧

1891年，拉威尔进入了夏尔-威尔弗里德·德·贝里奥的钢琴班和埃米尔·佩萨尔的和声班。 他取得了扎实但不显眼的进步，尤其是得到了贝里奥的鼓励，但用音乐学家芭芭拉·L·凯利的话来说，他“只按照自己的方式学习”。 他后来的老师加布里埃尔·福雷理解这一点，但这在1890年代保守的音乐学院教职员工中并不被普遍接受。 拉威尔在1895年被开除，因为他没有获得更多的奖项。 他最早完整保存下来的作品来自这些学生时代：《怪诞的小夜曲》和《为死去的女王而作的叙事曲》，前者是钢琴曲，后者是为罗兰·德·马雷斯的诗谱写的mélodie（两首歌曲均创作于1893年）。
拉威尔从未像他的同学那样勤奋地学习钢琴。 很明显，作为一名钢琴家，他永远无法与他们匹敌，而他最主要的抱负是成为一名作曲家。 从这时起，他专注于作曲。他这一时期的作品包括为保罗·魏尔伦和克莱芒·马罗的诗谱写的歌曲《Un grand sommeil noir》和《D'Anne jouant de l'espinette》，以及钢琴曲《古代小步舞曲》（Menuet antique ）和《哈巴涅拉》（Habanera，四手联弹），后者最终被纳入《Rapsodie espagnole》。 大约在这个时候，约瑟夫·拉威尔将他的儿子介绍给了埃里克·萨蒂，后者当时以咖啡馆钢琴师为生。拉威尔是最早认识到萨蒂的原创性和才华的音乐家之一——德彪西是另一位。 萨蒂在音乐形式上不断的实验对拉威尔来说是一种启发，他认为这些实验“具有不可估量的价值”。

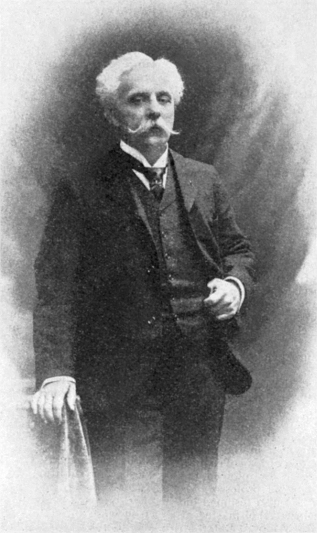
加布里埃尔·福雷，拉威尔的老师和支持者

1897年，拉威尔重新被音乐学院录取，师从福雷学习作曲，并私下向安德烈·格达勒学习对位法。 这两位老师，尤其是福雷，对他评价很高，并对他作为作曲家的成长产生了关键影响。 随着拉威尔课程的进展，福雷称“他在成熟方面取得了明显的进步……富有想象力的丰富性”。 然而，拉威尔在音乐学院的地位因院长泰奥多尔·杜布瓦的敌意而受到削弱，杜布瓦对这位年轻人在音乐和政治上的进步观点感到不满。 因此，根据一位同学米歇尔-迪米特里·卡尔沃科雷西的说法，他“是一个被针对的人，所有武器都对他有效”。 他在跟随福雷学习期间创作了一些重要的作品，包括《舍赫拉查德》序曲和一首单乐章小提琴奏鸣曲，但他没有获得任何奖项，因此在1900年再次被开除。作为前学生，他被允许作为非参与的“旁听生”参加福雷的课程，直到1903年最终离开音乐学院。
1897年5月，拉威尔指挥了《舍赫拉查德》序曲的首演，反响不一，观众的嘘声与掌声交织，评论家们的评价也不尽如人意。一位评论家称这部作品为“一个令人不安的初次亮相”“对俄罗斯学派的笨拙抄袭”，并称拉威尔为“一个天赋平平的新人……如果他努力工作，大约十年后可能会有所成就”。 另一位评论家皮埃尔·拉洛认为拉威尔展现了才华，但过度地模仿了德彪西，应该效仿贝多芬。 在接下来的几十年里，拉洛成为拉威尔最顽固的批评者。 1899年，拉威尔创作了他第一部广为人知的作品，尽管它最初影响不大：《悼念公主的帕凡舞曲》。 它最初是一首钢琴独奏作品。
从职业生涯一开始，拉威尔就对批评或赞扬表现得冷静而漠不关心。那些了解他的人认为这不是装出来的，而是完全真实的。 他唯一真正重视的音乐评价是他自己的，他是一个完美主义者，对自己非常苛刻。 二十岁时，用传记作者伯内特·詹姆斯的话来说，他“沉着冷静，有点超然，理智偏执，喜欢温和的嘲弄”。 他穿着像花花公子一样，对自己的外表和行为一丝不苟。 奥伦斯坦评论说，拉威尔身材矮小， 骨架纤细，面部棱角分明，有着“穿着考究的骑师的外表”，他的大脑袋似乎与他强大的智力相匹配。 在19世纪90年代末到20世纪初，拉威尔留着当时流行的胡须；从三十多岁开始，他剃光了胡须。

## 作品风格
早年的拉威尔，追求着别具一格的音乐表现，标新立异的音乐。拉威尔和德彪西有着密切的交往，德彪西的印象派作曲手法很自然就深入到拉威尔初期的创作中。到了后期，特别是第一次世界大战以后，拉威尔更倾向于明确的音乐语言，与无调性划清界限。他还从西班牙的民族音乐中取材，借以丰富自己音乐的表现力。
虽然和德彪西一样是印象派作曲家，但拉威尔的音乐整体来说与前者迥然不同。德彪西的音乐有一种朦胧的意境，诗意的想像。而拉威尔的作品节奏鲜明。他的作品恪守着古典主义传统，但乐思自由奔放。他的代表作《波麗露舞曲》，全曲14分钟，但是主旋律只有一个，在小鼓无休止的三拍子节奏背景上，由各种乐器演奏的两个17小节的旋律不断反复，通过在不同的乐器中过渡，由弱渐强，最后音乐突然滑进了E大调（旋律大调），达到高潮。乐曲造成了和单纯的手法全不相称的独特效果，让人毫不感到单调沉闷，反而有一种乐曲分秒不断在变化的感觉。
拉威爾自評：“嚴格的說，我不是一個『現代作曲家』，因為我的音樂遠不是一場『革命』，而是『演化』。雖然我對音樂中的新思潮一向是开明的（我的一部小提琴奏鸣曲里还有爵士乐章），但我從未企圖屏棄已為人們公認的和聲作曲規則。相反，我經常廣泛地從一些大師身上吸取靈感（我從未中止研究莫扎特！），我的音樂大部分根植于過去的傳統，在此基础上自然延伸。我不是一個擅長寫那種過激的、脱节的對位的『現代作曲家』，因為我從來不是任何一種風格的奴隸。也從未與任何特定的樂派結盟。我一直认为，作曲家就应该把自己的想法和情绪落在纸面上——这和外面流行什么作曲风格没有关系。我向来觉得，好的音乐总是发自内心的。任何光靠运用技巧和动动脑筋构筑的音乐，不值得被写下来。”
作曲家斯特拉文斯基评价拉威尔是“瑞士钟表匠”，指出了拉威尔音乐的精密、精致的风格（另一方面，拉威尔的父亲汽车工程师、发明家Pierre-Joseph Ravel是瑞士人）。

## 影響來源
表面上，拉威爾受到眾多樂派的影響：德彪西的印象派、來自俄國和西班牙的國民樂派、以及來自美國的爵士樂——他有一名為Blues（藍調）的G大調小提琴奏鳴曲。而他自己曾說，他沒有一首樂曲不受到葛利格（Edvard Grieg）的影響。
拉威爾在1928年寫道：作曲者必須同時注意個人意識和國家意識的兩個層面。那一年，拉威爾到了美國及加拿大，以火車巡迴的方式在25個城市舉辦鋼琴獨奏會。在不情願地把爵士樂當作一種國家主義音樂的情況下，拉威爾促進了美國作曲家的覺醒：“最大的恐懼在於他們發現自己被神秘的力量催促，他們發現必須要停止自己學院教條式的欺瞞自我意識。因此這些小資產階級（布爾喬亞）作曲家開始以歐洲式的風格寫作自己的音樂”。當喬治·蓋希文遇見拉威爾時，他希望可以追隨拉威爾學習。這位法國人說了：“為什麼要當個二流的拉威爾，卻不當一個一流的蓋希文？”。
拉威爾的兩首鋼琴協奏曲在許多方面表現了蓋希文的風格。在G大調的那一首中，拉威爾說莫扎特和聖桑是他材料的來源。
他先前嘗試要寫作一首協奏曲：Zazpiak Bat，但從未完成。這首樂曲的標題反映他的巴斯克血統（他母亲是西班牙巴斯克族人），意義是“The Seven Are One”，七表示七個巴斯克省，而此也常被用作巴斯克民族的象徵。現今仍留下的殘篇顯示他受巴斯克音樂的影響很大。然而拉威爾放棄了這個作品，而把裡面的旋律和節奏使用在他的其他作品中。
拉威爾認為他的對位法教授安得烈·佘達惹，在他作為作曲家的技巧上有很大幫助。而作為管絃編曲者，他學習了各種樂器的音色，為了要使作曲時能夠使用不同的效果。這對於他的管絃技法的幫助可以從自己的鋼琴作品和替其他作曲家編曲的作品，例如穆索斯基的作品中可以看得出。

## 代表作品

### 鋼琴作品
- 奇異的小夜曲（Sérénade grotesque，1893年左右）
原譜的標題上僅寫「小夜曲」。
- 聽的風景（Les sites auriculaires）
  - 哈巴奈拉舞曲（Habanera）

曾有德布西的「格拉納達的黃昏」是否抄襲此作品之爭議。後被改編為交響樂「西班牙狂想曲」的第三首

- 鐘聲之間（Entre cloches）

- 扉頁卷首（Frontispice）
- 古風小步舞曲（Menuet antique，1895年）
- 悼念公主的帕凡舞曲（Pavane pour une infante défunte，1899年）
- 水之嬉戲（Jeux d'eau，1901年）
- 小奏鳴曲（Sonatine，1903年-1905年）
  - 中板（Modéré）
  - 小步舞曲般的速度（Mouvement de menuet）
  - 生動活潑地（Animé）

- 鏡（組曲）（Miroirs，1904年-1905年）
  - 夜蛾（Noctuelles）
  - 悲鳥（Oiseaux tristes）
  - 海上孤舟（Une barque sur l'ocean）
  - 丑角的晨歌（Alborada del gracioso）
  - 鐘谷（La vallée des cloches）
- 夜之魔／夜之幽靈（Gaspard de la Nuit，1908年）
  - 水之精靈（Ondine）
  - 絞刑架（Le Gibet）
  - 小魔鬼（Scarbo）
- 鵝媽媽（組曲）（Ma Mère l'Oye，1908年-1910年）（四手联弹）
  - 睡美人的帕凡舞曲（Pavane de la belle au bois dormant）
  - 拇指仙童（Petit Poucet）
  - 瓷娃娃的女皇（Laideronette, Impératrice des Pagodes）
  - 美女與野獸的對話（Les Entretiens de la Belle et de la Bête）
  - 精靈花園（Le Jardin Féerique）
- 海頓之名的小步舞曲（Menuet sur le nom d'Haydn，1909年）
- 高貴而感傷的圓舞曲（Valses nobles et sentimentales，1911年）
- 戲仿鮑羅亭（A la manière de Borodine，1913年）
- 戲仿夏布里埃（A la manière de Emannuel Chabrier，1913年）
- A小調前奏曲 （Prélude，1913年）
- 庫普蘭之墓（Le Tombeau de Couperin，1914年-1917年）
- 圓舞曲（La Valse，1919-1920年）（管絃樂改編）
- 升C小調小步舞曲（Menuet en ut dièse，1904年）

### 協奏曲
- G大調鋼琴協奏曲（Concerto pour piano et orchestre, sol majeur）
  - 明朗快樂地（allegramente）
  - 相當慢地慢板（adagio assai）
  - 急板（presto）

原本預計要寫巴斯克風格的協奏曲。
- D大調左手鋼琴協奏曲（Concerto pour la main gauche）

拉威爾為在一次大戰失去右手的鋼琴家維根斯坦所寫。爵士色彩非常濃厚。
拉威爾的情感豐富,一戰為斷臂鋼琴家所作之曲。

### 管弦樂作品
- 西班牙狂想曲（Rapsodie espagnole，1907年）
  - 夜的前奏曲（Prélude a la nuit）
  - 馬拉蓋亞舞曲（Malagueña）
  - 哈巴奈拉舞曲（Habanera）
  - 節日（Feria）
- 鵝媽媽（組曲：鋼琴曲改編、1912年）
- 庫普蘭之墓（組曲：鋼琴曲改編、1919年）
- 悼念公主的帕凡舞曲（鋼琴曲改編、1910年）
- 古風小步舞曲（鋼琴曲改編、1928年）
- 『天方夜譚』序曲（Ouverture 'Shéhérazade'）
- 海上孤舟（Une barque sur l'océan）（鋼琴曲改編）
- 丑角的晨歌（Alborada del gracioso）（鋼琴曲改編）
- 圓舞曲（La Valse，1919-1920年）
- 波麗露(Boléro)(創作於1928年)

### 歌劇
- 西班牙時鐘（L'heure espagnole）

僅一幕的歌劇。
- 小孩與魔法（L'enfant et les sortilèges）

也被譯作'小孩與魔咒'。共兩幕的歌劇。

### 芭蕾舞曲
- 達夫尼與克羅伊（Daphnis et Chloé，1909年-1912年）
- 鵝媽媽（全曲版本）
受傑克‧魯謝（Jacques Rouché）之託，將此曲改編為芭蕾舞曲。和組曲版的順序不同，還加上了前奏曲以及間奏曲，整曲不中斷一氣呵成。1912年初演
  - 前奏曲（Prélude）
  - 第1場: 紡車之舞（Danse du rouet et scène）
  - 第2場: 睡美人的帕凡舞曲（Pavane de la belle au bois dormant）
  - 第3場: 美女與野獸的對話（Les entretiens de la Belle et de la Bête）
  - 第4場: 拇指仙童（Petit poucet）
  - 第5場: 瓷娃娃的女皇（Laideronnette, impératrice des Pagodes）
  - 終幕: 精靈花園（Le jardin Féerique）
- 高貴而感傷的圓舞曲（鋼琴曲改編、1912年）

### 室內樂
- 小提琴奏鳴曲（遺作）（1897年作曲、單樂章）
- F大調弦樂四重奏曲
- 序奏與快板（Introduction et allegro）
- A小調鋼琴三重奏曲
- 以佛瑞之名的搖籃曲（Berceuse sur le nom de Gabriel Fauré）
- 演奏會用狂想曲『茨岡狂想曲』（Tzigane）
- 小提琴奏鳴曲
- 小提琴與大提琴奏鳴曲
- 德布西之墓（Le tombeau de Claude Debussy）

此曲成為小提琴與大提琴奏鳴曲的第一樂章。

### 聲樂
- 昏睡沉沉
- 聖女（Sainte）
- 克萊蒙．馬侯的兩首短詩 （2 Épigrammes de Clément Marot）
  - 安妮向我拋雪球（D'Anne qui me jecta de la neige）
  - 安妮彈奏大鍵琴（D'Anne jouant de l'epinette）
- 天方夜譚（Shéhérazade）
  - 亞洲（Asie）
  - 迷人的笛（La flûte enchantée）
  - 無情的人（L'indifférent）
  - 玩具的聖誕節（Le Noël des jouets）
- 5首希臘民歌（5 Mélodies populaires grecques）
- 博物誌（Histories naturelles）
  - 孔雀（Le paon）
  - 蟋蟀（Le grillon）
  - 天鵝（Le cygne）
  - 翠鳥（Le martin-pêcheur）
  - 珠雞（La pintade）
- 哈巴奈拉舞曲式的聲樂練習（Vocalise - étude en forme de habanera）
- 草地上（Sur l'herbe）
- 三步舞（Tripatos）
- 民謠集（4曲，Chants populaires）
- 馬拉梅詩三首（3 Poèmes de Stéphane Mallarmé）
  - 嘆息（Soupir）
  - 空求（Placet futile）
  - 突襲（Surge de la croupe et du bond）
- 三首無伴奏香頌組曲（3 Chansons）
  - 尼可蕾特（Nicolette）
  - 三隻美麗的天堂鳥（3 Beaux oiseaux du paradis）
  - 輪旋曲（Ronde）
- 希伯來歌曲兩首（2 Mélodies hébraïques）
  - 猶太教聖禱詞（Kaddish）
  - 永遠的謎（L'énigme éternelle）
- 馬達加斯加之歌（Chansons madécasses）
  - 娜昂朵芙（Nahandove）
- 阿嗚啊（Aoua!）
- 睡眠是甜美的（Repos - Il est doux）
- 唐吉訶德的情人（Don Quichotte à Dulcinée）
  - 浪漫曲（Chanson romanesque）
  - 敘事曲（Chanson épique）
  - 飲酒歌（Chanson à boire）

原本是為了電影「唐吉訶德」而寫的劇中曲，不過最後沒有採用。（雅克·伊貝爾的曲子被採用了）。
- 艾麗莎（Alyssa，1903）
- 阿爾西翁（Alcyone，1902）

### 合作
- 珍的扇子／珍妮的扇子（L'éventail de Jeanne）

由拉威爾以及雅克·伊貝爾、羅蘭曼紐（Alexis Roland-Manuel）、阿爾伯特·魯塞爾、戴流士·米堯、弗朗西斯·普朗克、喬治·奧里克、弗洛朗·施米特、馬修·德拉諾伊（Marcel Delannoy）、費胡（Pierre-Octave Ferroud）共同創作。其中拉威爾負責第一首的開場小號。

### 編曲
- 展覽會之畫（Tableaux d'une exposition，將穆索斯基的鋼琴曲改編為管弦樂版）

- 狂歡節（1914年受瓦斯拉夫·弗米契·尼金斯基的委託，將舒曼的鋼琴曲改編成管弦樂，不過現今樂譜只剩下三首。

- 夜曲（將德布西的管弦樂曲改編為雙鋼琴曲）

- 牧神的午後前奏曲（將德布西的管弦樂作品於1910年改編為雙鋼琴曲）

- 薩拉邦德舞曲（將德布西的鋼琴曲改編為管弦樂）

### 参照
1. ↑  Nichols (2011), p. 1
2. ↑  Orenstein (1991), p. 9
3. ↑  Orenstein (1991), p. 8
4. ↑  Orenstein (1991), p. 8
5. ↑  Orenstein (1995), pp. 91–92
6. ↑  Orenstein (1991), p. 10
7. ↑  Quoted in Goss, p. 23
8. ↑  Nichols (2011), p. 9
9. ↑  Nichols (2011), p. 9
10. ↑  Goss, p. 23
11. ↑  Goss, p. 24
12. 1 2 3 4  Kelly, Barbara L. "Ravel, Maurice", Grove Music Online, Oxford University Press, retrieved 26 February 2015
13. ↑  Orenstein (1967), p. 475
14. ↑  James, p. 15
15. ↑  Orenstein (1991), p. 16
16. ↑  Orenstein (1991), pp. 11–12; and Nichols (2011), pp. 10–11
17. ↑  Kelly, Barbara L. "Ravel, Maurice", Grove Music Online, Oxford University Press, retrieved 26 February 2015
18. ↑  Orenstein (1991), p. 11
19. 1 2 3 4 5  Lesure and Nectoux, p. 9
20. ↑  Nichols (2011), pp. 11 and 390
21. 1 2 3  Orenstein (1995), p. 92
22. ↑  Orenstein (1991), p. 14
23. 1 2  Kelly (2000), p. 7
24. ↑  Nichols (2011), p. 14
25. ↑  Nichols (1987), pp. 73 and 91
26. ↑  Jankélévitch, pp. 8 and 20
27. ↑  Nichols (1987), p. 183
28. ↑  Quoted in Orenstein (1991), p. 33
29. ↑  Nichols (1977), pp. 14–15
30. ↑  Nichols (2011), p. 35; and Orenstein (1991), p. 26
31. ↑  Nichols (1987), p. 178
32. ↑  Nichols (1977), p. 15
33. ↑  Orenstein (1991), p. 24
34. ↑  Nichols (1977), p. 12
35. 1 2  Nichols (2011), p. 30
36. ↑  兰厄姆·史密斯，理查德。“莫里斯·拉威尔——传记” 的存檔，存档日期2018年2月11日，.，BBC，2014年3月4日检索
37. ↑  Larner, pp. 59–60
38. ↑  Nichols (1987), pp. 118 and 184
39. ↑  Orenstein (1991), pp. 19 and 104
40. ↑  James, p. 22
41. ↑  Nichols (1987), pp. 10–14
42. 1 2  Orenstein (1991), p. 111
43. ↑  Nichols, pp. 57 and 106; and Lesure and Nectoux, pp. 15, 16 and 28
44. ↑  David Ewen. . New York: Knopf. c1942, 1950: 89. Maurice Ravel

## 外部連結
- 拉威爾曲目列表 （页面存档备份，存于）
- 拉威爾樂曲賞析錄影 （页面存档备份，存于）